# Ugróegérformák
Az ugróegérformák (Dipodinae) az emlősök (Mammalia) osztályának a rágcsálók (Rodentia) rendjébe, ezen belül az ugróegérfélék (Dipodidae) családjába tartozó alcsalád.

## Rendszerezés
Az alcsaládba az alábbi 2 nemzetség, 5 nem és 9 faj tartozik:
- Dipodini
  - Dipus Zimmermann, 1780 – 1 faj
    - sivatagi ugróegér (Dipus sagitta) Pallas, 1773

  - Eremodipus Vinogradov, 1930 – 1 faj
    - Lichtenstein-ugróegér (Eremodipus lichtensteini) Vinogradov, 1927

  - Jaculus Erxleben, 1777 – 3 faj
  - Stylodipus G. M. Allen, 1925 – 3 faj, vastagfarkú ugróegerek
- Paradipodini
  - Paradipus Vinogradov, 1930 – 1 faj - korábban külön alcsaládba helyezték
    - fésűs ugróegér (Paradipus ctenodactylus) Vinogradov, 1929